# ليون وليامز (لاعب كرة سلة مواليد 1986)
ليون وليامز (بالإنجليزية: Leon Williams)‏ مواليد 24 يوليو 1986 في بالتيمور، هو لاعب كرة سلة أمريكي. بدأ مسيرته الاحترافية في سنة 2008. يلعب مع بوسان كي تي سونيكبوم في الدوري الكوري لكرة السلة كلاعب وسط. يحمل الرقم 54. يبلغ طوله 6 قدم 8 بوصة (2.0 م).

## روابط خارجية
- ليون وليامز على موقع كرة السلة الأوروبية.كوم (الإنجليزية)
- ليون وليامز على موقع كلية كرة السلة في سبورتس رفرنس.كوم (الإنجليزية)
- ليون وليامز على موقع ريلجم (الإنجليزية)
- ليون وليامز على موقع بروبوليرز (الإنجليزية)
- ليون وليامز على موقع سبورتس رفرنس (الإنجليزية)